# Wolf (Marvel Comics)
Wolf è un mutante che appartenente all'Universo Marvel, apparso per la prima volta in Captain America 269 (maggio 1982), in un racconto di J. M. DeMatteis e Mike Zeck. 
Wolf era natio del Barrio, un quartiere di Los Angeles, e faceva parte del club motociclistico Diablo. Assieme a Honcho e a R. U. Reddy formò il Team America, una squadra di moticiclisti professionisti, che in seguito si ribattezzò Thunderiders. Wolf è stato anche preso in considerazione per entrare a far parte del programma Iniziativa, secondo il Civil War: Battle Damage Report.